# 加拿大共产党
加拿大共产党（英語：Communist Party of Canada），简称加共（或），是加拿大的一个共产主义政党。

## 历史
该党成立于1921年5月28日，是加拿大目前历史第二长的政党，仅次于加拿大自由党。1940年，该党被政府禁止活动。1943年8月，加拿大共产党建立合法组织劳工-进步党，并以其名义进行活动。1959年，该党第七次代表大会通过决议，复称为加拿大共产党。2005年，该党在魁北克省的组织魁北克共产党发生分裂。
该党的青年翼是加拿大青年共产主义联盟。该党曾派代表出席共产党和工人党国际会议。

## 历任领袖
1921年—1992年，加拿大共产党最高领导人的头衔为“总书记”；1992年，改称“领袖”。
1. 汤姆·伯比（英语：Tom Burpee）（1921年）
2. 威廉·莫里亚蒂（英语：William Moriarty）（1921年—1923年）
3. 杰克·麦克唐纳（英语：Jack MacDonald (communist)）（1923年—1929年）
4. 蒂姆·布克（英语：Tim Buck）（1929年—1962年）
5. 莱斯利·莫里斯（英语：Leslie Morris）（1962年—1964年）
6. 威廉·卡什坦（1965年—1988年）
7. 乔治·休伊森（英语：George Hewison）（1988年—1992年）
8. 米格尔·菲格罗亚（英语：Miguel Figueroa）（1992年—2016年）
9. 伊丽莎白·罗利（英语：Elizabeth Rowley）（2016年至今）

## 分支
- 魁北克共产党
- 不列颠哥伦比亚共产党
- 加拿大共产党（安大略）
- 加拿大共产党—马尼托巴
- 共产党—阿尔伯塔
- 加拿大共产党（萨斯喀彻温）（已解散）

## 延伸阅读
- 《加拿大共产党反华言论》，世界知识出版社，1965年7月